# Chi Guột
Chi Guột danh pháp khoa học Gleichenia là một chi thực vật thuộc họ Guột (Gleicheniaceae)

## Các loài
Cho đến hiện tại chi này được ghi nhận gồm khoảng gần 20 loài (nó được dự kiến là nhiều hơn) phân bố trên khắp thế giới từ các vùng nhiệt đới đến ôn hòa nam bán cầu:
- Gleichenia abscida Rodway
- Gleichenia alpina R.Br.
- Gleichenia clemensiae (Copel.) Holttum.
- Gleichenia cryptocarpa
- Gleichenia dicarpa R.Br. – Pouched Coral Fern, Tangle Fern
- Gleichenia dichotoma (Thunb.) Hook.
- Gleichenia excelsa J. Sm. ex Hook.
- Gleichenia glaucescens (Humb. & Bonpl. ex Willd.) Kunth
- Gleichenia laevigata (Willd.) Hook.
- Gleichenia litoralis C. Chr.
- Gleichenia longissima Blume.
- Gleichenia mendellii (G.Schneid.) S.B.Andrews
- Gleichenia microphylla R.Br. – Scrambling Coral Fern, Parasol Fern, Umbrella Fern,
- Gleichenia owhyhensis Hook.
- Gleichenia paleacea (Copel.) Holttum.
- Gleichenia polypodioides (L.) Sm.
- Gleichenia pulchra (Copel.) Holttum.
- Gleichenia quadripartita
- Gleichenia rupestris R.Br.
- Gleichenia squamulosa
- Gleichenia umbraculifera T. Moore
- Gleichenia venosa (Copel.) Holttum